# Auferstehungskirche (Wolnzach)

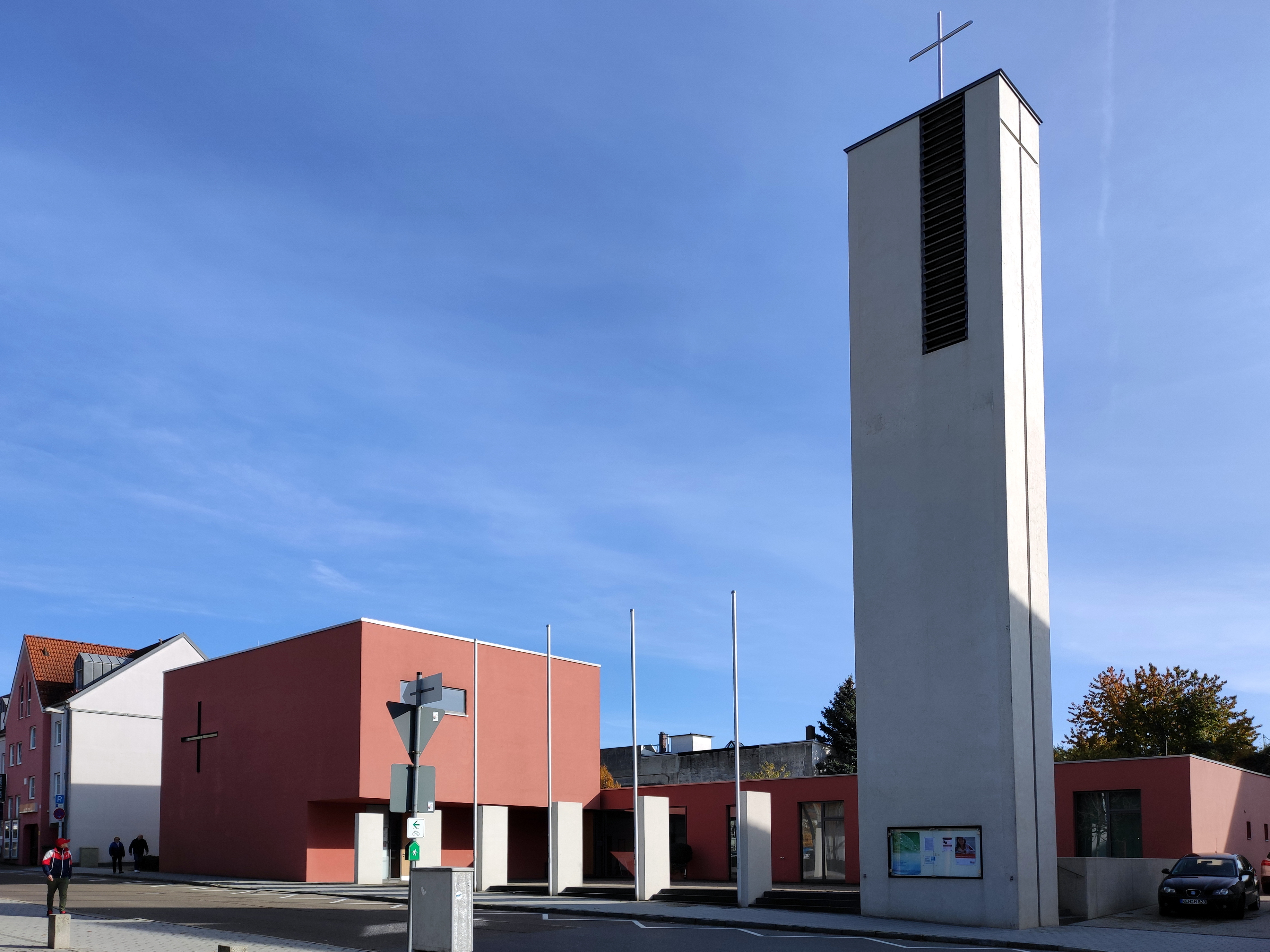
Evangelische Auferstehungskirche

Die Auferstehungskirche in Wolnzach ist die Hauptkirche des Nordsprengels der evangelisch-lutherischen Kirchengemeinde Pfaffenhofen an der Ilm.

## Geschichte
In den 1990er Jahren zeigte sich, dass die bisherige, 1966 eingeweihte Kirche für die mittlerweile stark angewachsene evangelische Gemeinde in Wolnzach nicht mehr ausreichte. Aus diesem Grunde begannen im Jahre 1996 erste Gespräche über einen Ersatzbau. Jedoch konnte erst im Jahre 2001 endgültig der Beschluss durch den Kirchenvorstand gefasst werden, die alte Kirche durch ein neues Gemeindezentrum mit Kirche zu ersetzen. Aufgrund finanzieller Schwierigkeiten musste das Vorhaben wiederholt verschoben werden. So konnte 2002 zwar bereits ein Grundstück erworben werden, eine Realisierung des Baubeginns war hingegen noch nicht abzusehen. Erst 2005 konnte ein Architektenwettbewerb abgehalten werden. Schließlich wurde entschieden den Entwurf des Architekten Günter Forster umzusetzen. Im Jahr 2006 wurde vom Markt Wolnzach ein Grundstückstausch vorgeschlagen, der die Kirche vom Ortsrand in die Mitte des Marktes verlegte. Dies verzögerte zunächst den Baubeginn und steigerte auch die geplanten Baukosten von 1,4 auf etwa 1,7 Millionen Euro.
Am 13. März 2007 erfolgte mit dem ersten Spatenstich der Baubeginn. Am 27. April 2007 fand eine symbolische Grundsteinlegung statt. Die ursprünglich geplante Einweihung am ersten Advent konnte witterungsbedingt nicht eingehalten werden. Deshalb wurde die Auferstehungskirche erst am 2. März 2008 in Anwesenheit von Regionalbischof Weiss, Dekan Schwarz und vieler weiterer Ehrengäste eingeweiht. Etwa ein Jahr später, am 22. März 2009, fand die Weihe der drei Glocken statt.

## Architektur
Die Verlegung des Grundstücks kurz vor Baubeginn machte einige kleinere Veränderungen an der Architektur nötig. Der ursprüngliche Entwurf von Claus und Forster Architekten konnte jedoch weitgehend übernommen werden.
Neben dem eigentlichen Gottesdienstraum stehen in der Auferstehungskirche eine Reihe weiterer Gruppenräume zur Verfügung, die teilweise auch zur Vergrößerung des Gottesdienstraums herangezogen werden können. Der Kirchturm befindet sich auf dem Vorplatz in der oberen Ecke des Grundstücks abgesetzt vom eigentlichen „L“-förmigen Gebäude. Aus Kostengründen war zunächst geplant gewesen, keinen Turm zu errichten. Angesichts der neuen innerörtlichen Lage wurde jedoch der Beschluss gefasst, einen 18 Meter hohen Turm zu errichten.

## Namensgebung
Der Name Auferstehungskirche wurde in Anlehnung an die Mutterkirche in Pfaffenhofen, die Kreuzkirche gewählt. So wie im Christentum der Tod Jesu Christi, symbolisiert durch das Kreuz, untrennbar mit der Auferstehung Jesu Christi verbunden ist, so soll die Namensgebung die Zusammengehörigkeit der beiden Gemeindeteile zum Ausdruck bringen.

## Orgel
Bei der Orgel handelt es sich um ein 1981 erbautes Werk von Willi Peter für die Thomaskirche in Köln. Es ist eine zehnregistrige mechanische zweimanualige Schleifladen-Orgel auf 4-Fuß-Basis. 2007/2008 wurde das Instrument durch die Erbauerfirma hierher transferiert.